# Unicredit Bank

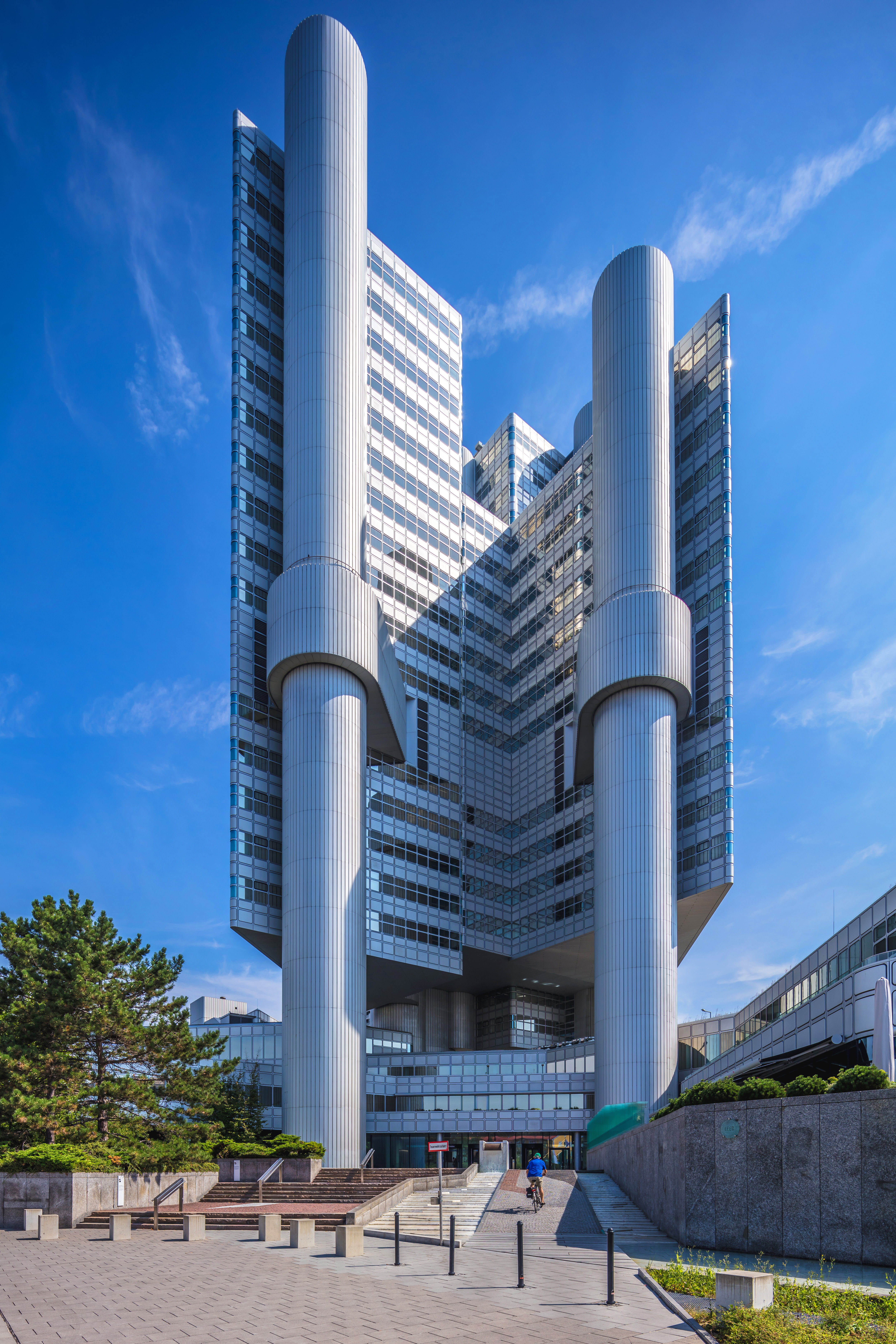
HVB-Tower in München

Die Unicredit Bank GmbH (Eigenschreibung: UniCredit) mit ihrer Marke Hypovereinsbank (HVB, Hyve) ist ein deutsches Kreditinstitut mit Sitz in München. Seit 2005 ist sie ein Tochterunternehmen der italienischen Großbank Unicredit.
Die Unicredit Bank ist in Deutschland aktiv, wobei sie sich auf das Privat- und Firmenkundengeschäft sowie auf kundenbezogene Kapitalmarktaktivitäten und das Private Banking/Wealth Management konzentriert. Sie ist eine gemischte Hypothekenbank, so dass sie unter Geltung des Hypothekenbankgesetzes als Universalbank das gesamte Bankgeschäft betreibt und als Hypothekenbank auch berechtigt ist, Pfandbriefe zu emittieren. Das Unternehmen ist Mitglied der Cash Group.

## Geschichte

### Ursprünge
Der älteste Ast des Stammbaumes der Unicredit Bank geht auf die Bayerische Staatsbank zurück, die in der zweiten Hälfte des 18. Jahrhunderts gegründet wurde. Von der Königlichen Bank Berlin inspiriert, gründete Markgraf Karl Alexander von Brandenburg-Ansbach im Jahr 1780 seine eigene Hofbank: die Hochfürstlich-Brandenburg-Anspach-Bayreuthische Hofbanco. Sparsamkeitsgründe bewegten den Markgrafen zu diesem Plan, denn er wollte die Gebühren der ausländischen Banken vermeiden und schneller an die Hilfsgelder Englands für seinen Soldatenhandel kommen. Der Krieg zwischen England und Frankreich in Nordamerika hatte England dazu veranlasst, mit deutschen Fürsten Verträge zu schließen und gegen Hilfsgelder Truppen von den deutschen Fürsten zu fordern.
Nach den Napoleonischen Kriegen kamen die Markgrafschaften Ansbach und Bayreuth zum Königreich Bayern und die Bank wurde zur Königlichen Bank. Mit dem Ende der Monarchie in Bayern im Jahre 1918 folgte schließlich die Umbenennung in Bayerische Staatsbank. 1971 fusionierte die Bayerische Staatsbank mit der Bayerischen Vereinsbank. Die Zentrale befand sich über lange Zeit im ehemaligen Gebäude der Bayerischen Staatsbank in der Münchner Kardinal-Faulhaber-Straße 1.
Die Bayerische Vereinsbank ging 1869 aus einer privaten Initiative von Münchner und Augsburger Hofbankiers, Angehörigen des Hofadels sowie bürgerlichen Geschäftsleuten hervor. Vom „Märchenkönig“ Ludwig II. erhielt die Initiative die Konzession, eine Aktiengesellschaft unter dem Namen Bayerische Vereinsbank zu errichten. Zwei Jahre später erhielt sie die Erlaubnis für das Bodenkreditgeschäft und wurde so zum „gemischten Institut“. Im Gegensatz zu den meisten anderen Banken durfte die Bayerische Vereinsbank fortan außer dem Bank- auch das Hypothekenbankgeschäft betreiben. Zur Bayerischen Vereinsbank gehörten auch drei Hypothekenbanken: Bayerische Handelsbank AG, Süddeutsche Bodencreditbank AG und Nürnberger Hypothekenbank AG. Anfang der 1950er-Jahre eröffnete die Bayerische Vereinsbank erste Geschäftsstellen im Ausland und begann in den 1960er-Jahren deutschlandweit und international zu expandieren. 1971 übernahm sie vom Freistaat Bayern die Bayerische Staatsbank, wodurch eine der größten Banken Deutschlands entstand. Der weitere Ausbau der Bankengruppe wurde unter anderem durch Fusionen mit dem Bankhaus Röchling (Saarbrücken) im Jahre 1978 und der Simonbank (Düsseldorf) 1991 forciert. 1998 war die Bayerische Vereinsbank schließlich die drittgrößte Bank Deutschlands.
Die Bayerische Hypotheken- und Wechsel-Bank (kurz: Hypo-Bank) wurde 1835 auf Initiative König Ludwigs I. von Bayern gegründet. Sie war von Beginn an ein gemischtes Institut, hatte seit dem Jahr 1864 das Recht zur Ausgabe von Pfandbriefen und entwickelte sich im 19. Jahrhundert zur größten Hypothekenbank in Deutschland. Auch die Hypo-Bank begann in den 1960er-Jahren deutschlandweit und international zu expandieren.

### Erste Fusion 1998

Logo der HVB Group bis 2008

Die HVB Bank-Version wird von ihren weltweiten Tochtergesellschaften verwendet bis 2008

1998 fusionierten die beiden traditionsreichen Häuser Bayerische Hypotheken- und Wechsel-Bank und Bayerische Vereinsbank zur Bayerische Hypo- und Vereinsbank Aktiengesellschaft.
In diese Fusion ist die Bayerische Hypotheken- und Wechsel-Bank mit einer schweren Hypothek gegangen, da sie erhebliche Altlasten, insbesondere aus der Vergabe von Immobiliendarlehen in den neuen Bundesländern, hatte. Der Vorstandsvorsitzende der aus der Fusion hervorgegangenen Bayerische Hypo- und Vereinsbank, Albrecht Schmidt, bezifferte später die „überraschend“ aufgetretenen Immobilienaltlasten auf rund 3,5 Mrd. DM. Im Anschluss daran begann zwischen Schmidt und dem Aufsichtsratsvorsitzenden der Bayerischen Hypo- und Vereinsbank und ehemaligen Hypobank-Vorstandsvorsitzenden Eberhard Martini eine bitterböse Auseinandersetzung, in deren Verlauf Martini seinen Aufsichtsratsposten verlor. Auch leitete die Staatsanwaltschaft München I gegen Eberhard Martini und weitere Vorstandsmitglieder der ehemaligen Hypo-Bank ein Ermittlungsverfahren ein, die jedoch gegen Zahlung von Geldauflagen im Jahr 2001 eingestellt wurden. Die Geldauflage von Eberhard Martini betrug dabei 700.000 DM.
Nach der Fusion verfolgte die Bayerische Hypo- und Vereinsbank die Strategie Bank der Regionen. Sie erweiterte ihr Netzwerk um die zukunftsträchtigen Märkte Mittel- und Osteuropa (CEE – Central and Eastern Europe). In den Jahren 2000 bis 2002 vollzog sie die Integration der österreichischen Bank Austria Creditanstalt und schuf die HVB Group. Der Bank Austria Creditanstalt oblag innerhalb der Group die Verantwortung für die CEE-Länder. Diese wiederum expandierte in Mittel- und Osteuropa und kaufte unter anderem die bulgarische Bank Biochim, die serbische Eksimbanka und die rumänische Banca Comerciala Ion Țiriac.
Im März 2003 wurde die Hypo Real Estate, die Immobilienfinanzierungstochter der Bayerischen Hypo- und Vereinsbank, abgespalten und an die Börse gebracht. Auch einen Minderheitsanteil an der Bank Austria Creditanstalt führte man an die Börse.

### Zweite Fusion 2005
Im Jahr 2005 wurde die Bayerische Hypo- und Vereinsbank vom italienischen Finanzinstitut Unicredit S.p.A. übernommen.
Im selben Jahr integrierte die Bayerische Hypo- und Vereinsbank die Vereins- und Westbank Hamburg, die 1974 ihrerseits aus der Fusion der Vereinsbank in Hamburg mit der Westbank hervorgegangen war. Auch die Vereinsbank in Hamburg konnte auf eine lange Tradition verweisen. Sie wurde 1856 auf Initiative namhafter Hamburger Kaufleute gegründet. Die Westbank hingegen hatte ihren Ursprung in Schleswig-Holstein und entstand 1943 aus einer Zwangsfusion mehrerer kleiner norddeutscher Banken. Sie nannte sich zunächst Schleswig-Holsteinische und Westbank, seit 1968 firmierte sie unter dem Namen Westbank.

Logo der Vereins- und Westbank in ihrem Geschäftsbericht 2000

2006 übernahm die Bayerische Hypo- und Vereinsbank das Firmenkundenportfolio der Westfalenbank AG, die 1921 von führenden Unternehmen des rheinisch-westfälischen Industriegebietes in Bochum gegründet worden war. Eine Verbindung zwischen den beiden Instituten bestand jedoch bereits, seit die Bayerische Hypotheken- und Wechsel-Bank AG 1971 einen Anteil an der Westfalenbank erworben hatte.
2006 wurde die bedeutende Mehrheitsbeteiligung an der Unicredit Bank Austria, der größten Bank Österreichs, ohne Bieterprozess für etwa 13 Milliarden Euro an die Muttergesellschaft Unicredit verkauft. Dies führte in der Folgezeit zu einer Vielzahl von Klagen von freien Aktionären der Bank Austria. Auch die Investmentgesellschaft Activest wurde an eine Unicredit-Fondstochter namens Pioneer Investments verkauft.

Logo der Bayerischen Hypo- und Vereinsbank bis 31. März 2008

Im Januar 2007 kündigte die Unicredit an, einen Squeeze-out bei der Bayerischen Hypo- und Vereinsbank durchführen zu wollen. Der Preis hierfür wurde auf 38,26 € pro Aktie festgelegt. Über den Squeeze-out wurde in der Hauptversammlung am 26. Juni 2007 entschieden. Im Anschluss an die Hauptversammlung erfolgten mehr als 100 Anfechtungsklagen von freien Aktionären der Bayerischen Hypo- und Vereinsbank; dies stellt einen Rekord in Deutschland dar. Mit den Stimmen der freien Aktionäre wurde auf der Hauptversammlung der Bonner Rechtsanwalt Thomas Heidel als ein besonderer Vertreter gemäß § 147 AktG gewählt, der unter anderem mögliche Schadensersatzansprüche im Zusammenhang mit der Veräußerung der Bank Austria Beteiligung prüfen sollte. Gegen die Bestellung legte Unicredit wiederum selbst Anfechtungsklage ein. In der Folgezeit bemängelte der besondere Vertreter die Behinderung seiner Arbeit. Beim Registergericht München wurde am 15. September 2008 der im Juni 2007 von der Hauptversammlung beschlossene Squeeze-out ins Handelsregister eingetragen. Damit gingen sämtliche Aktien der Bayerischen Hypo- und Vereinsbank kraft Gesetz auf Unicredit über. Die Notierung der Aktien an den Börsen sollte kurzfristig eingestellt werden.

Logo der Unicredit Bank AG bis 31. Juli 2010

Im April 2008 passte die Bayerische Hypo- und Vereinsbank ihren Marktauftritt dem der Unicredit Group an. Zwar blieb die Marke Hypovereinsbank erhalten, das bisherige blaue Logo wurde jedoch durch einen schwarzen Schriftzug mit vorangestelltem, roten Unicredit-Logo ersetzt. Gleichzeitig wurde auch bei der Bank Austria ein neues Logo eingeführt. Die Bayerische Hypo- und Vereinsbank und die Bank Austria passten somit ihre Marken im Aussehen dem Gesamtauftritt der Unicredit-Gruppe an. In einem zweiten Schritt wurde am 15. Dezember 2009 von Bayerische Hypo- und Vereinsbank Aktiengesellschaft in Unicredit Bank AG umfirmiert (unter anderem auf Grund der Verwechslungsgefahr mit der 2003 abgespaltenen Hypo Real Estate) und die Marke Hypovereinsbank beibehalten.
Die im Februar 2010 bekannt gegebene Verschmelzung der Unicredit CAIB AG auf die UniCredit Bank AG wurde mit dem Eintrag ins Handelsregister am 1. Juli 2010 abgeschlossen. Die neu gegründete Unicredit Bank AG – Zweigniederlassung Wien diente als Schnittstelle zu den Kunden in Österreich und CEE und konzentrierte sich auf die Initiierung von Transaktionen sowie den Vertrieb von CIB Produkten. Die Verschmelzung stellte einen weiteren Meilenstein zur Bündelung des gruppenweiten Markets und Investment Bankings in der Unicredit Bank AG dar und steuerte damit den weitaus größten Teil des Investmentbanking Geschäfts der Unicredit Gruppe.
Im August 2014 gab das Unternehmen bekannt, die Direktbanktochter DAB Bank zu verkaufen. Für den 81,4-prozentigen Anteil an der DAB Bank zahlte BNP Paribas 354 Millionen Euro.
Im Juni 2015 verkaufte die Unicredit Bank ihre Beteiligung an der Planethome AG. Die Übertragung der Aktien wurde am 16. Juni 2015 vollzogen. Käufer der Planethome AG und ihrer Tochtergesellschaften sind die Finanzinvestoren AP Capital Investments und Deutsche Invest Equity Partners. Die Kooperation des Unternehmens mit PlanetHome bleibt von der Veräußerung der Anteile unberührt.
Zum 15. Dezember 2023 hat die vorher als Aktiengesellschaft organisierte Bank ihre Rechtsform gewechselt und ist seither als Unicredit Bank GmbH im Handelsregister eingetragen. Diesen Schritt begründete der Aufsichtsratsvorsitzende der italienischen Holding, Pier Carlo Padoan, mit organisatorischen Gründen.

## Tochtergesellschaften
- Unicredit Direct Services GmbH, München (Callcenter)
- HVB Immobilien AG, München (Immobilienverwaltung)
- Unicredit Leasing GmbH, Hamburg (Leasinggesellschaft)
- Wealth Management Capital Holding GmbH
- SKV Kredit-Bank[14] GmbH (ehemaliger Geschäftsführer war der 1929 geborene Bankdirektor Hermann Claußen[15])[16]

## Vorstandssprecher
- Albrecht Schmidt (1998–2002)
- Dieter Rampl (2003–2005)
- Wolfgang Sprißler (2006–2008)
- Theodor Weimer (2009–2017)
- Michael Diederich (2018–2023)
- Marion Höllinger (2023)

## Kulturförderung
Das Kulturengagement der Unicredit Bank reicht von der Förderung der Hypo-Kulturstiftung mit der Kunsthalle über die Unterstützung von Premium-Kulturpartnern, wie der Bayerischen Staatsoper, bis hin zu Engagements der Unicredit Group mit der Filarmonica della Scala und der Arena von Verona. Mit der Unicredit Festspiel-Nacht setzt sich die Unicredit Bank seit 2002 dafür ein, Kunst und Kultur einer Vielzahl von Menschen zugänglich zu machen. Ein weiterer Teil der Kulturförderung des Unternehmens ist die Kunstsammlung Hypovereinsbank. Ein Schwerpunkt liegt auf der zeitgenössischen Kunst. Darüber hinaus ist die Unicredit Bank Mitglied im Arbeitskreis Kultursponsoring des Kulturkreises der deutschen Wirtschaft.

## Kritik

### Justizskandal Gustl Mollath
Im Kontext des Justizskandals um Gustl Mollath wird auch die Unicredit Bank als Rechtsnachfolger der Bayerischen Hypo- und Vereinsbank genannt, die einen internen Revisionsbericht über Kapitaltransfers von Kunden in die Schweiz nicht an die Staatsanwaltschaft weitergeleitet hat.

### Finanzierung von Schrottimmobilien
Ab den 1990er Jahren hat die Bayerische Hypo- und Vereinsbank bundesweit Schrottimmobilien vermarktet und den Käufern bei der Finanzierung geholfen. Der tatsächliche Wert dieser Immobilien wurde verschwiegen, die Immobilienhändler wurden entsprechend geschult und bezahlt. In einem Fall haben Geschädigte vor dem Bundesgerichtshof erreicht, dass die Bank für das getätigte Geschäft des Händlers haftet.

### Cum-Ex-Geschäfte
Die Bank zählte mit Paul Robert Mora, der bis 2008 als Abteilungsleiter für sie arbeitete, zu den Hauptakteuren im Skandal um die Rückerstattung von gar nicht gezahlten Steuern, den Cum-Ex-Geschäften. Nach ihm wird mit internationalen Haftbefehl gefahndet.

### Steuerhinterziehung
2023 ermittelt die Staatsanwaltschaft gegen sieben Beschuldigte aus dem HVB-Konzern, die der Steuerhinterziehung in Millionenhöhe verdächtigt werden. Die Hypo-Vereinsbank soll über eineinhalb Jahrzehnte einen Firmensitz im Ebersberger Forst vorgetäuscht haben.